# 橋谷有造
橋谷 有造（はしや ゆうぞう、1965年11月24日 - ）は、日本の実業家。アメリカンホーム保険会社社長、楽天生命保険社長を経て、楽天インシュアランスホールディングス会長、楽天損害保険社長。第42回ベストドレッサー賞受賞。

## 人物・経歴
千葉県出身。1989年リオホンドー・カレッジ卒業。1992年AIU保険入社、アメリカンホーム保険会社出向。2010年からアメリカンホーム保険会社日本における代表者社長兼CEOを務め、売上の増加にあたった。第42回ベストドレッサー賞2013（経済部門）受賞。
2015年楽天入社。2016年楽天生命保険取締役副社長。2015年から楽天生命保険代表取締役社長を務め、2018年には楽天グループの保険中間持株会社として楽天インシュアランスホールディングスの設立にあたり、同社初代代表取締役社長に就任。
同年楽天生命保険取締役会長、楽天損害保険取締役副会長。2021年楽天損害保険代表取締役社長、楽天インシュアランスホールディングス取締役会長。2022年楽天インシュアランスホールディングス取締役副会長、楽天グループ上席執行役員。